# Franz Scheidies
Franz Scheidies (22 de diciembre de 1890 - 7 de abril de 1942) fue un general en la Wehrmacht de la Alemania Nazi durante la II Guerra Mundial, condecorado con la Cruz de Caballero de la Cruz de Hierro con Hojas de Roble. Scheidis murió por un francotirador soviético el 7 de abril de 1942.

## Condecoraciones
- Broche de la Cruz de Hierro (1939) 2ª Clase (19 de septiembre de 1939) & 1ª Clase (3 de octubre de 1939)[1]
- Cruz de Caballero de la Cruz de Hierro con Hojas de Roble
  - Cruz de Caballero el 5 de agosto de 1940 como Oberstleutnant y comandante del Festungs-Infanterie-Regiment "C"[2]
  - 43.ª Hojas de Roble el 31 de diciembre de 1941 como Oberst y comandante del Infanterie-Regiment 22[2]